# Coprosma elatirioides
Coprosma elatirioides är en måreväxtart som beskrevs av De Lange och A.S.Markey. Coprosma elatirioides ingår i släktet Coprosma och familjen måreväxter. Inga underarter finns listade i Catalogue of Life.